# Milton Carlos
Milton Silvério Carlos (Barão de Cocais; 19 de febrero de 1948) es un exfutbolista brasileño que jugaba en la posición de delantero.

## Trayectoria
Inició su carrera en Valeriodoce EC, en 1970 llegó al club Flamengo, a través del Bangu AC. Luego jugó en el América FC, con sede en São José do Rio Preto, antes de pasar al club mexicano de Primera División CF Monterrey en 1973, con quien no solo ocupó el segundo lugar en la lista de máximos goleadores de esa temporada con 22 goles, sino que marcó la mayor cantidad de goles que jamás había marcado un jugador del Monterrey en una sola campaña.
Con miras a la temporada 1973-74, el equipo requería de un centro delantero contundente y explosivo. El elegido llegó proveniente del Palmeiras de Brasil: Milton Carlos. En ese momento, Milton fue la contratación más cara del futbol mexicano y esto generó una gran expectación a nivel nacional por verlo jugar.  El 12 de agosto de 1973, La Pandilla visitó al San Luis en partido de la jornada 5. Ese día finalmente pudo debutar Milton Carlos. Más de un centenar de aficionados regiomontanos hicieron el viaje a la capital potosina con el fin de ver el debut del delantero brasileño.
El debut de Milton no pudo ser mejor: anotó tres goles y Monterrey venció al San Luis con un contundente 5-1 a domicilio. Impresionante actuación. Nunca en la historia del Monterrey  un jugador había debutado de tal forma.
Luego de dejar al Monterrey en 1977, regresó a su tierra natal, donde jugó en Palmeiras, Sport Recife y al finalizar su carrera, regresó a su primer club, el Valeriodoce EC, en 1980.

## Clubes
| Club           | País   | Año       |
| -------------- | ------ | --------- |
| Valeriodoce EC | Brasil | 1967-1968 |
| Bangu          | Brasil | 1969      |
| Flamengo       | Brasil | 1970-1971 |
| América SP     | Brasil | 1972      |
| Monterrey      | México | 1973-1978 |
| Palmeiras      | Brasil | 1978      |
| Sport Recife   | Brasil | 1978      |
| Velo Clube     | Brasil | 1979      |
| Valeriodoce EC | Brasil | 1980      |